# Ptáčku posměváčku, přej mi štěstí
Ptáčku posměváčku, přej mi štěstí (anglicky Mockingbird Wish Me Luck) je sbírka básní amerického spisovatele a básníka Charlese Bukowského z roku 1972.
Autor ji věnoval Lindě Kingové, sochařce, příležitostné básnířce a své (tou dobou) přítelkyni. Více se o ní zmiňuje v románu Ženy, kde vystupuje pod jménem Lýdie Vanceová.
Česky vydalo knihu v roce 2004 nakladatelství Pragma .
Básně jsou rozděleny do 3 částí:

1. Svět je plný skladníků, kteří čtou Harvardské klasiky

2. Pavouku na stěně: proč ti to trvá tak dlouho?

3. Milenci se všude drží jako listí chřestu

## Obsah
1 - Svět je plný skladníků, kteří čtou Harvardské klasiky (The world is full of shipping clerks who have read the Harvard Classics)
- 25stránková brožura zdarma (A Free 25 Page Booklet)
- doutnající auto (The Smoking Car)
- největší poraženec na světě (The World's Greatest Loser)
- popelář (The Garbageman)
- dívka v minisukni, která si čte bibli pod mým oknem (Girl In A Miniskirt Reading The Bible)
- moyamensingské vězení (Moyamensing Prison)
- poznámky o lněném aspektu (Notes Upon The Flaxen Aspect)
- panoptikum (Funhouse)
- další akademie (Another Academy)
- den v oak tree (A Day At The Oak Tree Meet)
- déšť (Rain)
- barevní ptáčci (The Colored Birds)
- další mizernej desetiprocentář (Another Lousy 10 Percenter)
- jak to zvládnout (Making It)
- ožralý starý bukowski ožralý (Drunk Ol' Bukowski Drunk)
- básnické čtení (The Poetry Reading)
- prohnaní zabijáci (Slim Killers)
- poslední dny mladého sebevraha (The Last Days Of The Suicide Kid)
- buch buch (Bang Bang)
- 5 mužů v černém míjí mé okno (5 Men In Black Passing My Window)
- básníkova múza (The Poet's Muse)
- někdo (Somebody)
- povídka a báseň (Story And Poem)
- a měsíc a hvězdy a svět (And The Moon And The Stars And The World)
- jdi po nosu (Get The Nose)
- moje paní a pan domácí (My Landlady And My Landlord)
- mizerná noc (Bad Night)
- vepři na obloze (Hogs In The Sky)
- bílí básníci (The White Poets)
- černí básníci (The Black Poets)
- milionáři (Millionaires)
- poezie (Poetry)
- malíř (The Painter)
- inkvizitor (The Inquisitor)
- můj přítel william (My Friend William)
- 300 básní (300 Poems)
- posilování ve 2 ráno (Lifting Weights At 2 A.M.)
- realita (Reality)
- zemětřesení (Earthquake)
- dobrý život na letišti o'hare (The Good Life At O'hare Airport)
- golfisté (The Golfers)

2 - Pavouku na stěně: proč ti to trvá tak dlouho?
- ptáčku posměváčku, přej mi štěstí (Mockingbird Wish Me Luck)
- ha ha ha ha, ha ha (Ha Ha Ha Ha Ha, Ha Ha)
- hezký den a svět vypadá dobře (A Fine Day And The World Looks Good)
- volná místa (Vacancy)
- 3:16 a půl (3:16 And One Half)
- krysa (The Rat)
- horko (Hot)
- rádio (Radio)
- ariel (Ariel)
- jak uběhne tmavě šedý okamžik (The Passing Of A Dark Gray Moment)
- uskutečnění žalu (Consummation Of Grief)
- ti hajzlíci (Those Sons Of Bitches)
- hon (The Hunt)
- velký oheň (The Big Fire)
- 2.světová (WW2)
- mravenci (Ants)
- psal osamělou krví (He Wrote In Lonely Blood)
- šest čínských rybářů (Six Chink Fishermen)
- spálení (Burning)
- šramot v křoví (A Sound In The Brush)
- divočina (The Wild)
- 4. července (4th Of July)
- karneval (Carnival)
- 37 stupňů (99 Degrees)
- šťastný nový rok (Happy New Year)
- tkanička (The Shoelace)
- vyklidněná zelená (Chilled Green)
- život (Life)

3 - Milenci se všude drží jako listí chřestu
- americký matador (American Matador)
- dnes jsem viděl staromódní kurvu (I Saw An Old-Fashioned Whore Today)
- báseň pro barbaru, báseň pro jane (Poem For Barbara, Poem For Jane)
- něco na zub (Short Order)
- trpaslice (The Dwarf)
- veselé vánoce (Merry Christmas)
- marina (Marina)
- zajedno s dantem (One With Dante)
- zajímavá noc (An Interesting Night)
- hrozba mojí nesmrtelnosti (A Threat To My Immortality)
- vyvrcholení (Climax)
- skutečná ženská (A Man's Woman)
- přiléhavé růžové šaty (Tight Pink Dress)
- víceméně, pro julii (More Or Less, For Julie)
- a tak to je a je a je (This Is The Way It Goes And Goes And Goes)
- sám se psem (Left With The Dog)
- modlitba za bestseller (Praying For A Best Seller)
- tamta (That One)
- líbali jste někdy pantera? (Have You Ever Kissed A Panther?)
- 2 karafiáty (2 Carnations)
- muž a žena v posteli v deset večer (Man And Woman In Bed At Ten P.M.)
- odpověď (The Answer)
- rozchod (A Split)
- výpadek proudu (Power Failure)
- had v melounu (Snake In The Watermelon)
- styl (Style)
- sprcha (The Shower)
- jestli se vezmeme – (If We Take—)